# Friedrich Wilhelm Eichholz
Friedrich Wilhelm Eichholz (Pseudonym Drymantes; geboren am 18. Februar 1720 in Halberstadt; gestorben am 15. Mai 1800 daselbst) war ein deutscher Dichter, Jurist und Kammerdirektor.

## Leben
Eichholz studierte in Halle zunächst Theologie und dann Jura und begann 1745 eine Beamtenlaufbahn als Amtsrichter und Aktuar an der Majorei Halberstadt. 1748 wurde er Obersalzinspektor des Fürstentums Halberstadt und 1752 königlicher Kriegs- und Domänenrat. 1787 avancierte Eichholz zum ersten Direktor der Kriegs- und Domänenkammer zu Halberstadt.
Von Bedeutung ist Eichholz heute durch seine dichterischen Arbeiten, die teilweise unter Pseudonym erschienen. Dazu gehören das Schäferspiel Der Leichtsinnige (1747) in sechshebigen, paargereimten Jamben, Ein kleiner Band voll Allerhand (1755) mit teils komischer, teils erotischer Lyrik und Kurzprosa und das Gespräch eines Europäers mit einem Insulaner aus dem Königreiche Dümocala (1755), wo es im Gespräch mit einem Brahmanen, der auf einer Insel im Indischen Ozean lebenden in einem idealen Staat lebt, darum geht, wie eine weise und aufgeklärte Staatsklugheit erreicht werden kann und ein entsprechendes Staatsmodell entworfen wird. In diesen Schriften zeigt sich Eichholz als gebildeter, belesener Autor mit Kenntnissen in Kriegs-, Justiz- und Finanzwesen sowie auch in Theologie. 1784 veröffentlichte er eine Biografie des Fabeldichters und Rechtsgelehrten Magnus Gottfried Lichtwer, mit dem er befreundet war. Ab 1785 verfasste er zahlreiche gelehrte und heimatkundliche Artikel für die Halberstädtischen gemeinnützigen Blätter sowie die Berlinische Monatsschrift und die Deutsche Monatsschrift.

## Werke
- Librorvm Apparatvs, Rarissimis Eximiisqve Ad Multifariam Eruditionem Facientibus Libris Instructus. Halberstadt 1746.
- Der Leichtsinnige. Schäferspiel. Hamburg 1747, Digitalisat.
- Ein kleiner Band voll Allerhand. Frankfurt am Main & Leipzig 1755, Digitalisat.
- Gespräch eines Europäers mit einem Insulaner aus dem Königreiche Dümocala. Nebst beygefügten Auszügen und Urteilen, die in einigen Monatschriften hierüber zum Vorschein gekommen sind. Frankfurt am Main & Leipzig 1755, Digitalisat.
- Der Pächter. Eine komische Geschichte von ihm selbst beschrieben und mit Beylagen erläutert. Halberstadt 1773.
- La Pastorella Fida / Die treue Schäferin. Halberstadt 1775, Digitalisat.
- Sanko Panßa. Eine Operette. Halberstadt 1776. Übersetzung von: Antoine Alexandre Henri Poinsinet: Sancho Pança dans son isle, Digitalisat.
- Schreiben aus Halberstadt, an einen Freund in Bremen, die Wäsersche Schauspieler-Gesellschaft betreffend. Halberstadt 1778, Digitalisat.
- Der Bürger. Eine Wochenschrift. Halberstadt 1779/1780.
- Handwerkslieder auf Gelagen und Morgensprachen, oder beym Feyerabend, zu singen. Nebst anderen allgemeinen Volksliedern, für mancherley Stände, in verschiedenen Angelegenheiten. Leipzig & Dessau 1783, Digitalisat.
- Magnus Gottfried Lichtwers, Königl. Regierungsraths im Fürstenthum Halberstadt etc. Leben und Verdienste nebst einigen Beilagen. Halberstadt 1784, Digitalisat.